# Gustavo Díaz Ordaz
Gustavo Díaz Ordaz Bolaños (12 martie 1911 – 15 iulie 1979) a fost președinte al Mexicului din 1964 până în 1970.

## Biografie
Gustavo Díaz Ordaz s-a născut pe 12 martie 1911 la San Andrés Chalchicomula (astăzi Ciudad Serdán, în statul Puebla). La 26 de ani a obținut licența în drept la Colegiul de Stat din Puebla(din 1973, Universitatea Autonomă Publică de Stat din Puebla).